# Gymnoclasiopa
Gymnoclasiopa Hendel, 1939, è un genere di insetti della famiglia Ephydridae (Diptera: Schizophora). Citato in letteratura come oloartico, ma probabilmente esclusivo della regione paleartica, in passato era trattato come sottogenere di Ditrichophora e talvolta ricorre la vecchia nomenclatura anche nella letteratura recente.

## Descrizione
Gli adulti sono moscerini di piccole dimensioni, con livrea scura e più o meno lucente. Sono simili a quelli del genere Ditrichophora, dai quali si distinguono sostanzialmente per la conformazione della faccia.
Il capo ha faccia appiattita, con fossette antennali più o meno depresse ma poco marcate. Parafacce strette, gene poco sviluppate in altezza. Antenne con arista pettinata. La chetotassi della regione frontale comprende due Setole fronto-orbitali periorbitali, una proclinata, l'altra reclinata, inserita leggermente più avanti e più interna. Verticali, ocellari e pseudopostocellari ben sviluppate, con le ocellari e le pseudopostocellari proclinate. Nella faccia sono presenti due paia di setole facciali ben sviluppate e inclinate verso l'interno, inserite ai margini laterali parallelamente alle parafacce.
Il torace ha la chetotassi delle serie acrosticali e della serie dorsocentrale ridotte a brevi e deboli setoline, da cui emergono solo due setole prescutellari ben sviluppate. Scutello con area centrale pubescente e margini provvisti di due paia di robuste setole scutellari. Setola sopralare postsuturale assente o ridotta, notopleurali due, inserite alla stessa altezza. Le ali sono ialine, hanno apice ottuso e arrotondato. Come nella maggior parte dei Discocerinini presentano la costa estesa fino alla terminazione della media, il secondo ramo della radio (R2+3) lungo e ben distanziato dalla costa, la vena medio-cubitale discale più o meno diritta.

## Sistematica

### Filogenesi e inquadramento tassonomico
Istituito da Friedrich Georg Hendel (1930) come genere, la sistematica di Gymnoclasiopa è piuttosto confusa in quanto strettamente intrecciata con quella del genere Ditrichophora, in cui è stato spesso incluso come sottogenere. I riferimenti in letteratura riportano perciò due differenti impostazioni nomenclaturali, quella binomiale, che considera Gymnoclasiopa come genere distinto, e quella trinomiale, nella forma Ditrichophora (Gymnoclasiopa) spp..
L'inclusione di Gymnoclasiopa come sottogenere di Ditrichophora fu adottata da Cresson (1942) e da Wirth (1965) ma è stata ritenuta superata a partire dagli anni novanta. Va osservato, tuttavia, che l'identificazione dei due taxa come congeneri ricorre in alcuni cataloghi online aggiornati dopo gli anni novanta. Il BioSystematic Database of World Diptera (2010) riporta esplicitamente Gymnoclasiopa come sottogenere di Ditrichophora. Ancora più drastica è la nomenclatura adottata nel catalogo elettronico di Fauna Italia, basato su un progetto sviluppato fra gli anni novanta e i primi anni duemila. In questo caso, i due taxa sono trattati come sinonimi, dal momento che le specie sono tutte incluse nel genere Ditrichophora con la nomenclatura binomiale. Fa tuttavia precisato che il catalogo relativo agli Efidridi è basato sulle checklist di Canzoneri (1941-1995).
Le impostazioni tassonomiche e nomenclaturali di cui sopra sono in evidente contrasto con gli orientamenti più recenti proposti negli anni novanta da Mathis e Zatwarnicki. In una revisione tassonomica delle Ditrichophora neotropicali, Mathis (1997) fa un breve sunto introduttivo sulla relazione sistematica che intercorre fra i due taxa e ribadisce la separazione in due generi distinti sulla base delle relazioni filogenetiche indagate dal collega Zatwarnicki. Nel Manual of Palaearctic Diptera, Mathis & Zatwarnicki (1998), indicano Gymnoclasiopa e Ditrichophora come generi affini ma distinti nelle chiavi di determinazione analitica. Gli stessi autori, nel 2001, approfondiscono la sistematica dei Discocerinini esponendo il fondamento filogenetico della distinzione fra i due generi: nell'albero filogenetico della tribù, articolato in tre cladi, Gymnoclasiopa si colloca nella linea basale, mentre Ditrichophora trova posizione nel clade intermedio insieme ad altri generi. L'assemblaggio dei due generi in un unico taxon costituisce perciò un gruppo parafiletico.
|  | Gymnoclasiopa |
|  | |
|  | \| \| Diclasiopa group (Diclasiopa, Ditrichophora, Hecamedoides, Pectinifer) \| \| \| \| \| \| Discocerina group \| \| \| \| |
|  | |
|  | Diclasiopa group (Diclasiopa, Ditrichophora, Hecamedoides, Pectinifer)                                                       |
|  | |
|  | Discocerina group |
|  | |

|  | Diclasiopa group (Diclasiopa, Ditrichophora, Hecamedoides, Pectinifer) |
|  |                                                                        |
|  | Discocerina group                                                      |
|  |                                                                        |

### Specie
Il numero delle specie e l'eventuale elenco sono spesso differenti e apparentemente incongruenti, secondo la fonte, probabilmente per il differente inquadramento tassonomico adottato per certe specie e per il diverso ambito geografico di riferimento, rendendo incerto ogni tentativo di ricostruzione. L'unico lavoro recente che abbraccia l'intero contesto è il catalogo mondiale pubblicato da Mathis & Zatwarnicki (1995), che probabilmente distingue i generi Ditrichophora e Gymnoclasiopa e attribuisce coerentemente le varie specie distribuite nel mondo.
Wirth et al. (1987), nel Manual of Nearctic Diptera, non riportarono riferimenti a Gymnoclasiopa e indicavano il genere Ditrichophora composto da 15 specie neartiche. Mathis (1997) indica invece l'esistenza di 25 specie del genere Gymnoclasiopa in tutto il mondo, di cui 8 neartiche, e di 39 specie di Ditrichophora, di cui 7 neartiche. Questa apparente incongruenza si spiegherebbe con l'adozione, nel Manual of Nearctic Diptera, dell'impostazione tassonomica seguita in precedenza da Cresson (1942) e Wirth (1965), ovvero l'inclusione di Gymnoclasiopa in Ditrichophora sensu lato. Le specie appartenenti a Ditrichophora sensu stricto sarebbero pertanto sette. L'Integrated Taxonomic Information System, in genere basato sulla tassonomia del Manual of Nearctic Diptera, riporta un elenco di 15 specie di Ditrichophora, presumibilmente tutte neartiche, di cui solo una, secondo il BioSystematic Database of World Diptera, risulterebbe del sottogenere Gymnoclasiopa. Questa specie è denominata Ditrichophora pulchella (Meigen, 1830) nell'ITIS, Ditrichophora (Gymnoclasiopa) pulchella (Meigen, 1830) nel BDWD, Gymnoclasiopa pulchella (Meigen, 1830) nel catalogo di Fauna Europaea. Il BDWD ne segnala la presenza sia nel Paleartico sia nel Neartico, tuttavia riporta come siti di segnalazione della specie solo regioni europee (Austria, Cecoslovacchia, Spagna). Fauna Europaea riporta invece una distribuzione europea più ampia e l'estensione dell'areale al Nordafrica; non ci sono invece riferimenti relativi alla presenza di questa specie nel Neartico né in altre regioni zoogeografiche.
Ulteriori dubbi derivano dall'assenza di riferimenti, in Fauna Europaea, alla presenza del genere Gymnoclasiopa nel Neartico, e dalla distribuzione esclusivamente paleartica riportata nel BDWD: questi dati sono perciò in evidente contrasto con l'indicazione di sette specie neartiche riportata da Mathis (1997). Proseguendo nella ricerca incrociata, Mathis & Zatwarnicki (1998), nel Manual of Palaearctic Diptera, indicano l'esistenza di 18 specie paleartiche del genere Gymnoclasiopa. Questo dato collima, in parte, con quello di Mathis (1997) che segnala otto specie neartiche e 25 in tutto il mondo. La differenza di una specie, nei totali, si potrebbe spiegare con la presenza di qualche riferimento, in letteratura, in merito alla distribuzione oloartica di una specie, probabilmente Gymnoclasiopa pulchella, di cui c'è solo il vago e non contestualizzato riferimento nel BDWD. Infine, un altro elemento da prendere in considerazione è la mancata citazione di Gymnoclasiopa, da parte di Mathis & Zatwarnicki (1998), nell'elenco dei generi di esclusiva distribuzione paleartica. Ciò lascia presupporre - a meno di un'involontaria omissione - che Gymnoclasiopa sia presente anche in altre regioni, presumibilmente nel Neartico.
In definitiva si deduce che nella seconda metà degli anni novanta Mathis e Zatwarnicki attribuivano al genere Gymnoclasiopa un certo numero di specie che, secondo differenti impostazioni più recenti, sono probabilmente classificate nel genere Ditrichophora.
Facendo riferimento alla sostanziale convergenza tra i cataloghi di Fauna Europaea, ITIS e BDWD, le specie del genere Gymnoclasiopa sarebbero pertanto 18, come elencate in seguito. Per ogni specie è indicata l'eventuale denominazione alternativa usata in differenti sedi:
- Gymnoclasiopa aurifacies (Strobl, 1893). Fauna Europaea. BDWD: Ditrichophora (Ditrichophora) aurifacies. Fauna Italia: Ditrichophora aurifacies. In origine: Clasiopa aurifacies.
- Gymnoclasiopa aurivillii (Becker, 1896). Fauna Europaea. BDWD: Ditrichophora (Gymnoclasiopa) aurivillii. In origine: Clasiopa aurivillii.
- Gymnoclasiopa aulisioi (Canzoneri, 1976). Fauna Europaea. BDWD: Ditrichophora (Gymnoclasiopa) aulisioi. Fauna Italia: Ditrichophora aulisioi. In origine: Discocerina aulisioi.
- Gymnoclasiopa bohemanni (Becker, 1896). Fauna Europaea. BDWD: Ditrichophora (Gymnoclasiopa) bohemanni. In origine: Clasiopa bohemanni.
- Gymnoclasiopa cinerella (Stenhammar, 1844). Fauna Europaea. BDWD: Ditrichophora (Gymnoclasiopa) cinerella. In origine: Psilopa cinerella.
- Gymnoclasiopa collini (Canzoneri & Meneghini, 1977). Fauna Europaea. BDWD: Ditrichophora (Gymnoclasiopa) collini. Fauna Italia: Ditrichophora collini. In origine: Discocerina collini.
- Gymnoclasiopa coxalis (Strobl, 1893). Fauna Europaea. BDWD: Ditrichophora (Gymnoclasiopa) coxalis. Fauna Italia: Ditrichophora coxalis. In origine: Clasiopa coxalis.
- Gymnoclasiopa dimidiatipennis (Strobl, 1893). Fauna Europaea. BDWD: Ditrichophora (Gymnoclasiopa) dimidiatipennis. Fauna Italia: Ditrichophora dimidiatipennis. In origine: Clasiopa dimidiatipennis.
- Gymnoclasiopa flavoantennata (Strobl, 1900). Fauna Europaea. BDWD: sinonimo di Ditrichophora calceata (riportato con il nome Ditrichophora (Ditrichophora) calceata[16]). In origine: Clasiopa calceata var. flavoantennata.
- Gymnoclasiopa hilla (Dahl, 1961). Non riportato in Fauna Europaea[17]. BDWD: Ditrichophora (Gymnoclasiopa) hilla. In origine: Discocerina hilla.
- Gymnoclasiopa insolita (Canzoneri & Meneghini, 1977). Fauna Europaea. BDWD: Ditrichophora (Gymnoclasiopa) insolita. Fauna Italia: Ditrichophora insolita. In origine: Discocerina insolita.
- Gymnoclasiopa lambi (Collin, 1943). Fauna Europaea. BDWD: Ditrichophora (Gymnoclasiopa) lambi. In origine: Discocerina lambi.
- Gymnoclasiopa meridionalis (Canzoneri & Meneghini, 1977). Fauna Europaea. BDWD: Ditrichophora (Gymnoclasiopa) meridionalis. Fauna Italia: Ditrichophora meridionalis. In origine: Discocerina meridionalis.
- Gymnoclasiopa nigerrima (Strobl, 1893). Fauna Europaea. BDWD: Ditrichophora (Gymnoclasiopa) nigerrima. Fauna Italia: Ditrichophora nigerrima. In origine: Clasiopa nigerrima.
- Gymnoclasiopa plumosa (Fallén, 1823). Fauna Europaea. BDWD: Ditrichophora (Gymnoclasiopa) plumosa. Fauna Italia: Ditrichophora plumosa. In origine: Notiphila plumosa.
- Gymnoclasiopa psilopina (Frey, 1933). Fauna Europaea. BDWD: Ditrichophora (Gymnoclasiopa) psilopina. In origine: Discocerina psilopina.
- Gymboclasiopa pulchella (Meigen, 1830). Fauna Europaea. BDWD: Ditrichophora (Gymnoclasiopa) pulchella. ITIS: Ditrichophora pulchella. In origine: Notiphila pulchella.
- Gymnoclasiopa wirthi (Miyagi, 1977). Non riportato in Fauna Europaea[18]. BDWD: Ditrichophora (Gymnoclasiopa) wirthi[19]. In origine: Ditrichophora wirthi.

## Distribuzione
Gymnoclasiopa è un genere prettamente oloartico assente in tutte le altre regioni zoogeografiche. Come si è detto, resta dubbia la presenza nel Neartico, in quanto le segnalazioni sono subordinate alla nomenclatura adottata, mentre è ben documentata la sua distribuzione nel Paleartico, prevalentemente nelle regioni dell'Europa centrale. Due sole specie hanno areale paleartico extraeuropeo, G. wirthi (Giappone) e G. hilla (Afghanistan).
Il catalogo Fauna Italia segnala nove delle 16 specie europee: G. aulisioi, G. aurifacies, G. collini, G. coxalis, G. dimidiatipennis, G. insolita, G. meridionalis, G. nigerrima, G. plumosa. A queste si aggiunge la segnalazione di G. pulchella nel 2004, con la raccolta di un esemplare maschile nella Riserva naturale Bosco Fontana.
La maggior parte delle specie si concentra nel Nord Italia, con alcune che estendono il loro areale fino alla penisola o alla Sicilia. Non ci sono invece segnalazioni in merito alla presenza in Sardegna. Due sono le specie endemiche italiane: G. aulisioi (nord e penisola) e G. meridionalis (nord, penisola e Sicilia).